# Dicladispa fraternus
Dicladispa fraternus là một loài bọ cánh cứng trong họ Chrysomelidae. Loài này được Péringuey miêu tả khoa học năm 1908.